# Rue Tagore
La rue Tagore est une voie située dans le quartier de la Maison-Blanche du 13e arrondissement de Paris, en France.

## Origine du nom
Elle porte le nom du poète et musicien indien Rabindranath Tagore (1861-1941).

## Historique
Ancien « passage Raymot » devenu « passage Raymond », il est élargi en 1938 et prend sa dénomination actuelle le 12 août 1992.

## Bâtiments remarquables et lieux de mémoire
- Au no 2 se trouve le lycée professionnel Bachelard, construit en 1937 sur les plans de l'architecte Louis-Alphonse Creuzot[1].
- Le jardin Joan-Miró.

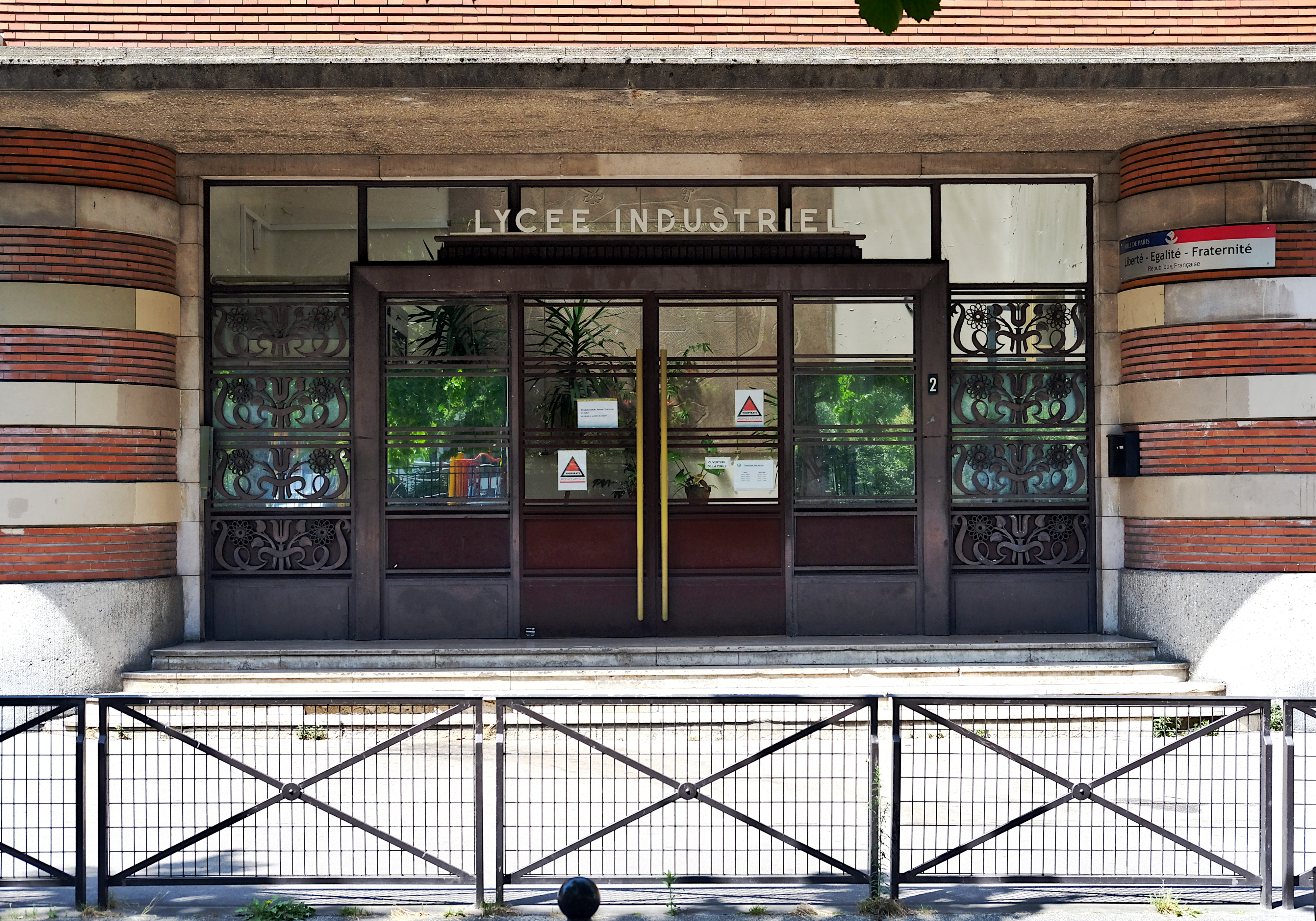
Entrée du lycée professionnel Bachelard.
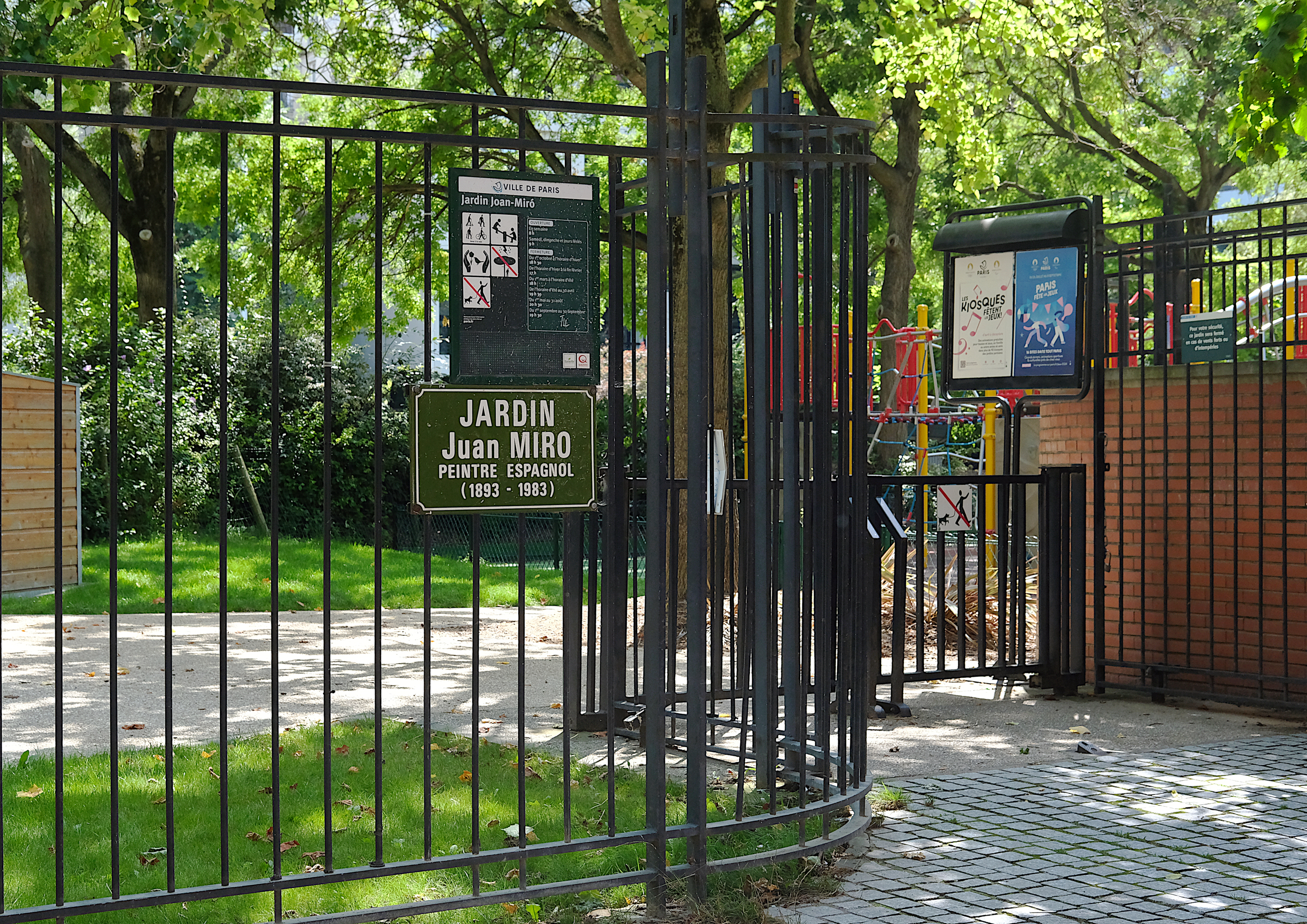
Entrée du jardin Joan-Miró.